# Faglig videreuddannelse i Klinisk farmaci og Folkesundhed
Faglig videreuddannelse i Klinisk farmaci og Folkesundhed (engelsk: Professional Further Education in Clinical Pharmacy and Public Health) var en videreuddannelse for farmakonomer (lægemiddelkyndige) på videregående postgraduat niveau, men den er blevet nedlagt . Videreuddannelsen ble udbudt for første gang i januar 2009 og læses på Pharmakon – Danish College of Pharmacy Practice i Hillerød. Den faglige videreuddannelse er udviklet af Pharmakon, Farmakonomforeningen og Danmarks Apotekerforening i fællesskab.
Adgangskravet for at blive optaget som klinisk farmaci og folkesundhedsstuderende på den faglige videreuddannelse er en prægratuat farmakonomgrad samt bestået farmakonomeksamen. Faglig videreuddannelse i Klinisk farmaci og Folkesundhed er normeret til i alt 30 ECTS-point svarende til ½ fuldtidsårsværk for en studerende. Den faglige videreuddannelse er tilrettelagt som deltidsstudium på 2-4 år; dog skal uddannelsen være afsluttet senest 6 år efter studiestart. Formålet med videreuddannelsen er overordnet at kvalificere farmakonomen yderligere til at praktisere klinisk farmaci samt sundhedsfremmende og sygdomsforebyggende ydelser på apotek, sygehus og andetsteds i sundhedssektoren. Faglig videreuddannelse for farmakonomer er en modulopbygget uddannelse, der består af følgende fem moduler:
- Modul 1: Anatomi, fysiologi og biokemi – (4 ECTS-point)
- Modul 2: Sygdomslære og mikrobiologi – (4 ECTS-point)
- Modul 3: Farmakologi – (4 ECTS-point)
- Modul 4: Folkesundhed og kommunikation – (9 ECTS-point)
- Modul 5: Klinisk farmaci og farmakoterapi – (9 ECTS-point)

Hvert af modulerne afsluttes med en obligatorisk test, der bedømmes bestået eller ikke-bestået. I løbet af Modul 4 skal den studerende udarbejde en større skriftlig projektopgave. Efter Modul 5 afholdes en afsluttende skriftlig eksamen, der bedømmes ud fra 7-trinsskalaen. Videreuddannelsen i Klinisk farmaci og Folkesundhed henvender sig til farmakonomer, der ønsker at læse videre og opnå øget kompetence, flere færdigheder og en faglig viden på et højere niveau. Uddannelsen er primært målrettet apoteksfarmakonomer, men sekundært også sygehusfarmakonomer, industrifarmakonomer og farmakonomer ansat andetsteds.
Den faglige videreuddannelse for farmakonomer har et meget stort pensum på et meget højt fagligt niveau, ligesom den studerende i klinisk farmaci og folkesundhed skal regne med en stor arbejds- og studieindsats for at være i stand til at gennemføre uddannelsen. Deltagerbetalingen på den faglige uddannelse (inkl. undervisning, uddannelsesmaterialer og eksamensafgift) udgør i alt 169.213,- kr. inkl. moms. Farmakonomer, der har gennemført LIF-uddannelsen og har bestået LIF-eksamen inden for de sidste 5 år, kan søge merit for Modul 1-3, idet disse tre moduler er identiske med LIF-uddannelsens hhv. Modul 1, 2 og 4.

## Eksterne links, kilder og henvisninger
- Brochure med information om Faglig videreuddannelse i Klinisk farmaci og Folkesundhed, udgivet af Pharmakon, Farmakonomforeningen og Danmarks Apotekerforening Arkiveret 17. februar 2012 hos  Wayback Machine
- Pharmakons hjemmeside om Faglig videreuddannelse i Klinisk farmaci og Folkesundhed Arkiveret 29. marts 2009 hos  Wayback Machine